# Storie della vita di san Benedetto

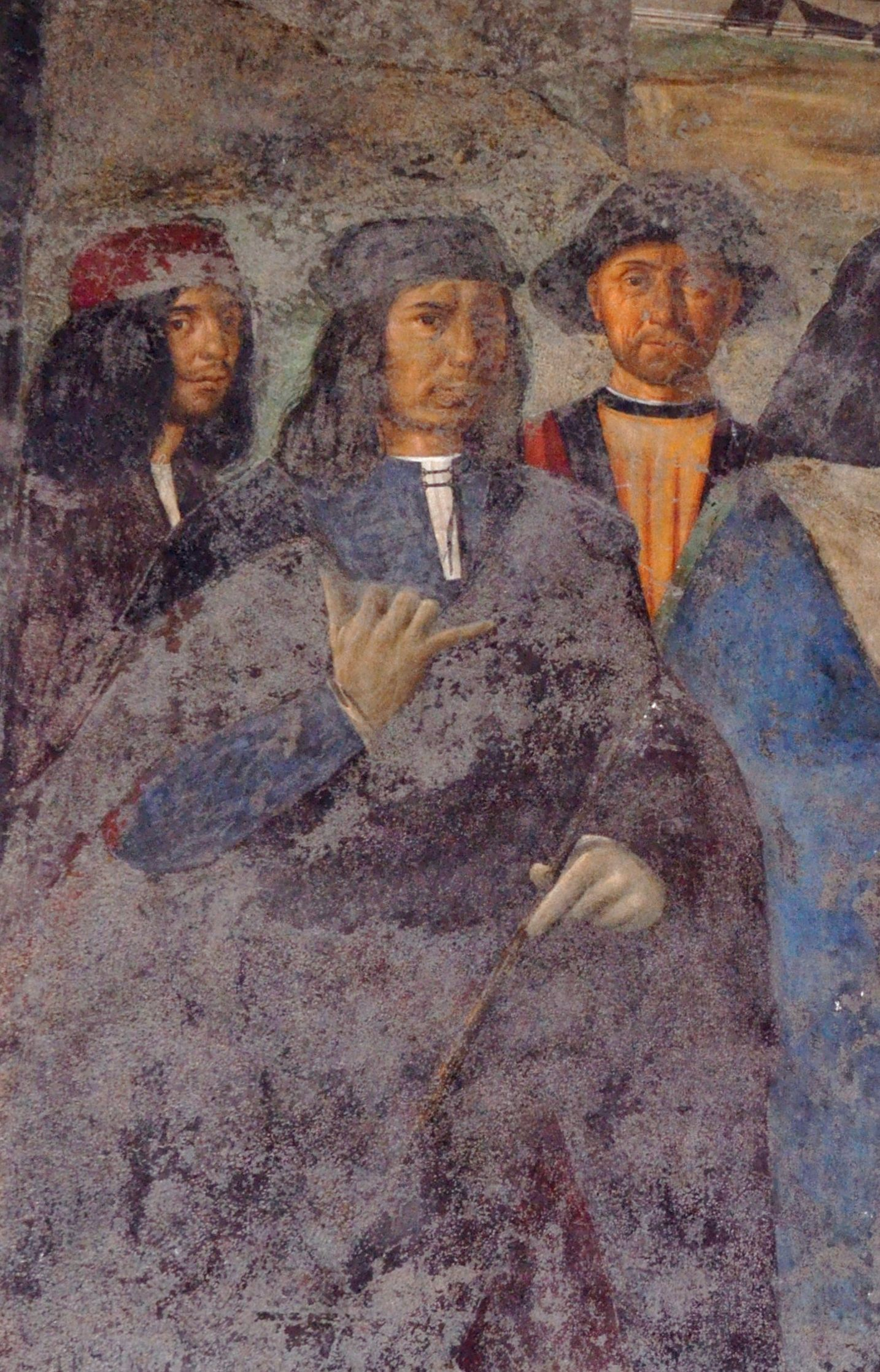
Autoritratto di Antonio Solario e due aiuti nella scena di San Benedetto che accoglie san Mauro e san Placido fanciulli (n. 9)

Le Storie della vita di san Benedetto sono un ciclo di affreschi di Antonio Solario (detto "Lo Zingaro") e aiuti, databile al primo quarto del XVI secolo ed eseguito per il chiostro del Platano della chiesa dei Santi Severino e Sossio di Napoli.
Con venti scene, quello del monastero napoletano risulta essere il secondo per importanza e dimensione a raccontare la vita del santo, dopo il ciclo nell'abbazia di Monte Oliveto Maggiore di Asciano, in provincia di Siena, che si compone invece di trentacinque storie.

## Storia
La datazione certa del lavoro al monastero benedettino è frutto di ipotesi non accreditate da fonti certe, in quanto le notizie sul pittore, di scuola veneta, da dopo il suo soggiorno nelle Marche, avvenuto tra il 1502 e il 1506, sono pressoché assenti, così come manca qualsiasi documentazione riguardante la committenza dell'opera piuttosto che i pagamenti per l'esecuzione della stessa. La critica pertanto si divide circa la collocazione temporale del ciclo di affreschi: alcuni la riportano al 1495, altri al 1515, quindi dopo il soggiorno marchigiano del Solario, altri ancora al 1524, considerando quindi i lavori postumi a quelli per l'abbazia di Montecassino.
Più volte, nel corso degli ultimi tre secoli, l'intero ciclo è stato sottoposto a restauro a causa del problema dell'umidità che creava non pochi danni agli affreschi. Nel corso della metà dell'Ottocento infatti, la monografia sul lavoro del Solario scritta da Stanislao d'Aloe, raccontava del ciclo solo le prime diciassette scene, e quindi probabilmente le ultime tre di queste erano già ritenute all'epoca quasi del tutto scomparse. Allo stesso periodo risale la chiusura delle arcate del chiostro con porte di vetro, allo scopo proprio di proteggere le pareti affrescate.
L'ultimo importante restauro conservativo è avvenuto dopo il terremoto dell'Irpinia del 1980.

## Descrizione
Gli episodi su san Benedetto si sviluppano in una serie di venti scene che si succedono tra loro collocate lungo due bracci da dieci storie ciascuno del chiostro del Platano, il cui nome deriva dal platano centrale che domina lo spazio aperto e che, secondo la leggenda, sarebbe stato piantato dallo stesso santo.
Le scene affrescate, da leggersi in senso orario, sono:
1. Viaggio del santo da Norcia a Roma in compagnia del padre e della nutrice Cirilla;
2. Trasferimento del santo nell'eremo di Efide, presso Subiaco;
3. Miracolo del crivello;
4. Il santo prende l'abito monastico da san Romano a Subiaco;
5. La penitenza;
6. Pranzo con un chierico;
7. Tentazione;
8. Miracolo del vino avvelenato;
9. Il santo accoglie san Mauro e san Placido fanciulli;
10. Esorcismo;
11. Miracolo della sorgente dalla rupe arida;
12. Miracolo della roncola;
13. San Mauro cammina sulle acque per salvare un fanciullo;
14. Avvelenamento sventato;
15. Il santo ordina l'abbattimento del tempio di Apollo a Cassino;
16. Il santo scaccia un demonio che ostacola la costruzione del monastero;
17. Rimprovero ad un monaco che ha violato il digiuno;
18. Miracolo del crollo del muro e del fanciullo resuscitato;
19. Incontro tra san Benedetto e lo scudiero Rigolo;
20. Incontro tra san Benedetto e il re Totila.

Non si ha l'assoluta certezza sull'autografia delle esecuzioni; tuttavia si attribuiscono con certezza e direttamente al Solario le prime dieci scene del ciclo, mentre le altre dieci, in particolar modo le ultime due, possono essere di aiuti.
Le scene sono tutte separate l'una dall'altra con cornici a motivi floreali e sono tutte livellate ad un metro di altezza da terra, alle cui basi sono gli stessi motivi decorativi a fiori, tranne che per la prima scena, che vede invece motivi geometrici.
Alla scena numero nove, il San Benedetto che accoglie san Mauro e san Placido fanciulli, si attribuiscono ai tre personaggi in basso a sinistra i ritratti del Solario, figura centrale con in mano il pennello, e di due suoi aiutanti (ai lati).
| Numero | Immagine | Storia                                                                            |
| ------ | -------- | --------------------------------------------------------------------------------- |
| 1      |          | Viaggio del santo da Norcia a Roma in compagnia del padre e della nutrice Cirilla |
| 2      |          | Trasferimento del santo nell'eremo di Efide, presso Subiaco                       |
| 3      |          | Miracolo del crivello                                                             |
| 4      |          | Il santo prende l'abito monastico da san Romano a Subiaco                         |
| 5      |          | La penitenza                                                                      |
| 6      |          | Pranzo con un chierico                                                            |
| 7      |          | Tentazione                                                                        |
| 8      |          | Miracolo del vino avvelenato                                                      |
| 9      |          | Il santo accoglie san Mauro e san Placido fanciulli                               |
| 10     |          | Esorcismo                                                                         |
| 11     |          | Miracolo della sorgente dalla rupe arida                                          |
| 12     |          | Miracolo della roncola                                                            |
| 13     |          | San Mauro cammina sulle acque per salvare un fanciullo                            |
| 14     |          | Avvelenamento sventato                                                            |
| 15     |          | Il santo ordina l'abbattimento del tempio di Apollo a Cassino                     |
| 16     |          | Il santo scaccia un demonio che ostacola la costruzione del monastero             |
| 17     |          | Rimprovero ad un monaco che ha violato il digiuno                                 |
| 18     |          | Miracolo del crollo del muro e del fanciullo resuscitato                          |
| 19     |          | Incontro tra san Benedetto e lo scudiero Rigolo                                   |
| 20     |          | Incontro tra san Benedetto e il re Totila                                         |

## Stile

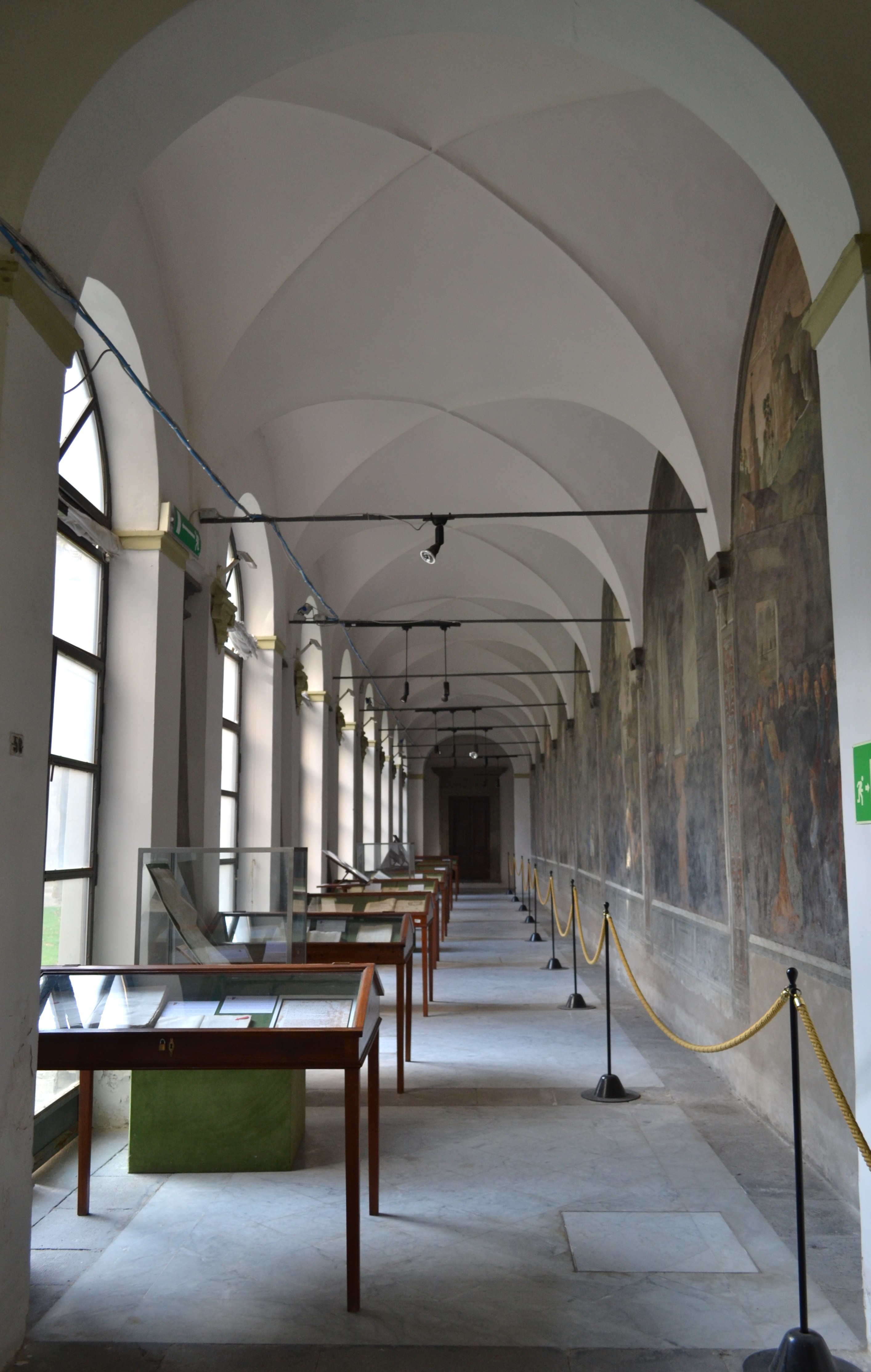
Scorcio degli affreschi del primo braccio

Le influenze stilistiche della composizione sono tipiche del rinascimento umbro-marchigiano, riscontrabili nella conformazione dei volti dei personaggi piuttosto che nei paesaggi di sfondo alle scene, piuttosto che nelle tecniche prospettiche delle stesse, seppur le forme architettoniche degli edifici prendono spunto in molti casi anche dalla pittura veneta. A tal proposito, secondo lo storico del Novecento Fausto Nicolini, dal ciclo del Solario risultano evidenti gli influssi impartiti dai modi dei maestri quali il Perugino e il Pinturicchio. 
La prima storia vede la prevalenza cromatica verde, con le figure che escono fuori dando l'impressione di essere scolpite a bassorilievo, tecnica che contraddistingue le prime pitture fiorentine di Paolo Uccello nel chiostro Verde di Santa Maria Novella a Firenze; per questo motivo il cambio di stile che si evince dalle scene successive alla prima lascia pensare ad una diretta richiesta da parte della committenza di utilizzare più colori nella composizione. Le successive scene mettono quindi in luce tutte le lezioni rinascimentali locali del centro-nord Italia che il Solario aveva acquisito nella sua vita. Nella seconda scena infatti rimandano alla scuola veneta le forme architettoniche nello sfondo, con campanili scanalati, chiese in mattoni rossi e cupole dorate, aspetti questi che si riscontrano anche nella terza scena, dove però si iniziano a notare anche degli edifici le cui sembianze sono quelle tipiche dei palazzi rinascimentali fiorentini.
Le quattro scene successive mettono in mostra sullo sfondo i paesaggi collinari tipici della pittura umbro-marchigiana; nell'ottavo affresco la storia su san Benedetto si concentra all'interno di edifici monastici, dando quindi risalto alle prospettive ed architetture interne; nelle ultime scene invece si ripete più volte sullo sfondo l'abbazia di Montecassino.